# Косовско-ресавски дијалекат
Косовско-ресавски дијалект је староштокавски дијалект српског језика, којим се говори у средишњем подручју Србије, правцем североисток—југозапад. То је говор којим се говори у Метохији, на Копаонику, долином Западне и Велике Мораве, у источној Србији (Неготин, Зајечар) и источном Банату (Вршац са околином). Западна граница овог говора иде низ реку Ибар, до њеног утока у Западну Мораву, преко Крагујевца и Раче Крагујевачке, Смедерева и Смедеревске Паланке, тик уз Београд.

## Историја
Порекло овог дијалекта се везује за средњовековни регион Хвосно који у данашње време обухвата територију северне Метохије, односно територију градова Исток и Пећ. Даље се сеобама становништва овај дијалект шири долином Западне и Централне Мораве. Разлике између северних и јужних говора у овом дијалекту нису велике, што наводи да се дијалект из мањег матичног средишта брзо ширио на већа пространства у Србији. Одређене језичке црте овог дијалекта, као што су екавизам у дативу и локативу именица женског рода, енклитички облици за 1. и 2. лице множине (ни, ви), посведочене су још у средњем веку у повељама кнеза Лазара и деспота Стефана.

## Наглашавање
Ово је староштокавски дијалект, који се од новоштокавских дијалеката (на којима је заснован стандардни српски) разликује у положају и врсти акцента. Акцент је најчешће померен један слог према крају речи, и може бити дугосилазни и краткосилазни. У неким деловима дијалекта, постоји и дугоузлазни, и то као последица померања нагласка један слог унапред као у стандарду (ово је углавном случај код именица женског рода на -а). Иначе, положај акцента се разликује у односу на стандард у преко 80% случајева.
Наведен је списак са примерима речи код којих се акцентски положај разликује у односу на стандардни српски:
- јунâк
- авли'ја
- чувâр
- плафôн
- телефôн
- црвêн
- миришљâв
- смрдљи'в
- зелêн
- чита'м, распознâвам, очеку'јем, тр'чо,
- АОРИСТ: дођо'(х), ради', стаде, не' остаде, прими'[х]мо, видо'сте
- двана'ј(е)с(т), петна'ј(е)с(т)

## Падежни систем
Падежни систем овог дијалекта је врло разнолик, крећући се од свих седам падежа (чак је у појединим примерима локатив морфолошки различит о датива, нпр. идем как црешњама — идем према трешњама, али зреле црешње на црешњу — зрео је род на трешњама), до сведеног на пет (номинатив, генитив, датив, акузатив, вокатив).
Номинатив, акузатив једнине и вокатив су једнаки стандардном српском. У неким деловима дијалекта, акузатив множине може да буде једнак номинативу множине.
Датив је једнак стандарду, осим што је наставак за именице женског рода -е, нпр. (дај ово твоје сестре, стандардно дај ово твојој сестри). Веома често се користи посесивни датив уместо посесивног генитива (Ивану Перовићу кућа).
Морфолошки генитив једнине је једнак стандарду, а множине се разликује (из коли уместо из кола по стандарду). Употреба генитива је ређа (нпр. ретко се користе предлози испред, изнад, између итд. са генитивом, већ предлози пред, над, међу са инструменталом или акузативом). Уместо посесивног генитива врло чест је посесивни датив.
Морфолошки инструментал и локатив су присутни, али са различитом учесталошћу у различитим деловима дијалекта. У неким деловима могу да буду замењени општим падежом (Био сам у школу, Играм се с играчку), а у неким не (Био сам у школе, Играм се с играчком) чак и код једног говорника могу да се чују оба облика. Инструментал именица мушког рода је врло често на -ем за разлику од стандарда (дошо је камионем, идо с кумем). Локатив женског рода једнине је на -е, као што је и датив.
Скраћени облици датива и акузатива постоје и у множини (нас — не, вас — ве, нам — ни, вам — ви — пореди мене — ме, мени — ми у стандардном језику).

## Потпуна екавица
Ово је дијалект с потпуном екавицом, чак и за:
- датив и локатив именица женског рода на -е, он даде Јелене,
- компаратив придева, стареј,
- заменице онем, овем итд.

## Глаголска времена
Главна разлика у осносу на стандардни је врло честа употреба аориста и имперфекта у нормалном говору (ја дођо', а ти не беше код куће). Код аориста акценат је углавном на слогу ближем крају речи, а код имперфекта на првом, или на речци не ако је одричан облик. Наставак за прво лице множине аориста и имперфекта може да буде -мо, "-домо" или -смо (требамо, требадомо, требасмо), поређано по степену конзервативности поддијалеката.
Употреба инфинитива је доста сужена, разликује се од области до области, и углавном је замењен конструкцијом да + презент (треба рано да се устане). У складу с тим и футур се углавном прави од скраћеног облика глагола хтети + да + презент, мада су могуће конструкције и са инфинитивом, нарочито када су у питању помоћни и модални глаголи (сутра ћемо морати у школу, једном ће и сељак смети да с' одупре газде из Београда).
Постоји и футур са има + да + презент (нпр. Има да видиш ти шта ја могу, стандардно видећеш шта ја могу). У окамењеним ритуалним изразима, сачувани су и облици футура прошлог (cf енглеско will have [done something]), нпр обредно кађење воћака бадњаком уз фразу: "Роди, изгороћу те; роди, посекоћу те!" где је "посекоћу" фузија од "посекох ћу", тј аорист + футур.
Перфект је исти као као у стандарду, осим што је треће лице једнине и множине без помоћног глагола, "-ао" се по правилу скраћује у "-о" сем у ретким изузецима, посебно после предњенепчаних сонаната), а нагласак је углавном на претпоследњем слогу (радео сам, пево си, трчо сам, мого си, 'тели смо, он лего, оне дошле, смејао/смејо се, куњао/куњо сам, али нпр само нажврљо).
Постоји и глаголски прилог садашњи (трчећи, тражећи), али прошлог глаголског придева (који је на "-вши" у књижевном језику) нема.

## Дијалект као део балканског језичког савеза
Овај дијалект је претрпео известан утицај који су претрпели сви дијалекти који су део балканског језичког савеза. То су:
- да + презент уместо инфинитива
- присвојни датив
- губљење морфолошких облика за инструментал и локатив, и њихово смењивање акузативом са предлогом као општим падежом
- губљење разлике у неким случајевима између мировања и кретања, што је случај и у стандардном српском (код лекара сам, идем код лекара уместо идем лекару — ово је ретко у стандарду)

## Одсуство фонеме /х/
Глас /х/ у овом дијалекту, као у другим српским дијалектима не постоји, у речима или се не јавља (оћу, леба), или је замењен са /ј/ (греј као грех), са /к/ (тепик као тепих).

## Фонема /ѕ/
Присутна је и фонема /ѕ/ (чита се дз), нпр. ѕид, ѕвезда, ѕвоно, ѕиља итд.

## Дијалект и друштвене прилике
За стандардни српски овај дијалект у савремено време (од средине 18. века на овамо) није узиман у обзир — због тога су све сличности с њим последица заједничке историје са другим српским дијалектима који су ушли у стандард. У јавности се овај дијалект често, а погрешно, представља као прост и неспособан да искаже сложеније мисли и идеје.
Литература писана овим дијалектом је ретка, превасходно су то неколике књиге Драгослава Михаиловића, нешто драмских текстова и филмских сценарија (дијалози, не дидаскалије, наравно) и понека песма или приповетка других писаца.
Не постоји ниједна институција која се бави очувањем и унапређењем овог дијалекта. Због тога он полако одумире на рачун новоштокавских дијалеката, односно говориоци чувају донекле само акцентуацију, јер је прозодија старија од стилистике и синтаксе, а усвајају стандардну граматику као прескриптивну у школама (слично се дешава с дијалектима многих других језика света, нарочито високо централизованих, с јасним изузетком полицентричних језика као што је енглески).